# Alfredo Trentalange
Alfredo Trentalange (Torino, 1957. július 19. –) olasz nemzetközi labdarúgó-játékvezető. Polgári foglalkozása kórház igazgató, újságíró.	

## Pályafutása

### Nemzeti játékvezetés
Játékvezetésből 1972-ben Torinóban vizsgázott. Vizsgáját követően a Torinói Labdarúgó-szövetség által üzemeltetett labdarúgó bajnokságokban kezdte sportszolgálatát. Az Olasz labdarúgó-szövetség (AIA) Játékvezető Bizottságának (JB) minősítésével a Serie C, ma jd a Serie B, 1989-től a Serie A játékvezetője. Küldési gyakorlat szerint rendszeres partbírói szolgálatot is végzett. A küldési gyakorlat szerint rendszeres partbírói tevékenységet is végzett. A nemzeti játékvezetéstől 2003-ban vonult vissza. Serie C (70), Seria B (115) és Serie A mérkőzéseinek száma:197.
| Időpont | Helyszín                  | Mérkőzés típusa        | Mérkőzés                 |
| ------- | ------------------------- | ---------------------- | ------------------------ |
| 1989.   | San Paolo Stadion, Nápoly | első Serie A mérkőzése | SSC Napoli – Pisa Calcio |

#### Nemzeti kupamérkőzések
Vezetett kupadöntők száma: 2.

##### Olasz labdarúgókupa
| Időpont           | Helyszín               | Mérkőzés típusa     | Mérkőzés                          | Eredmény |        |
| ----------------- | ---------------------- | ------------------- | --------------------------------- | -------- | ------ |
| 1994. április 6.  | Conero Stadion, Ancona | döntő első mérkőzés | AC Ancona–UC Sampdoria            | 0 – 0    |        |
| 2000. április 12. | Olimpiai Stadion, Róma | döntő első mérkőzés | SS Lazio–FC Internazionale Milano | 2 – 1    | 33 000 |

### Nemzetközi játékvezetés
Az Olasz labdarúgó-szövetség JB elnökének Paolo Casarin javaslatára terjesztette fel nemzetközi játékvezetőnek, a Nemzetközi Labdarúgó-szövetség (FIFA) 1993-tól tartotta nyilván bírói keretében. Több nemzetek közötti válogatott, valamint UEFA-kupa, Kupagyőztesek Európa-kupája és Bajnokcsapatok Európa-kupája klubmérkőzést vezetett, vagy működő társának partbíróként segített. Az olasz nemzetközi játékvezetők rangsorában, a világbajnokság-Európa-bajnokság sorrendjében többedmagával a 14. helyet foglalja el 8 találkozó szolgálatával. 1995-ben a J1 League keretében 10 mérkőzést vezetett, segítve a hazai játékvezetők képzését. Bajnoki mérkőzéseket, kupatalálkozókat vezetett a Ligue Professionelle 1-ben, a Premier Leagueban, az Premier Leagueban és a Libanonban. Meghívást kapott az amerikai Dallas Cup tornára. A nemzetközi játékvezetéstől 2003-ban búcsúzott. Nemzetközi mérkőzéseinek száma: 70. Válogatott mérkőzéseinek száma: 14.

#### Labdarúgó-világbajnokság
Az 1998-as labdarúgó-világbajnokságon és a 2002-es labdarúgó-világbajnokságon a FIFA JB bíróként alkalmazta. Selejtező mérkőzéseket az UEFA zónában vezetett.

##### 1998-as labdarúgó-világbajnokság
| Időpont             | Helyszín                     | Mérkőzés típusa           | Mérkőzés           | Eredmény | Nézők száma |
| ------------------- | ---------------------------- | ------------------------- | ------------------ | -------- | ----------- |
| 1996. szeptember 1. | Ramat Gan Stadion, Ramat Gan | előselejtező (5. csoport) | Izrael–Bulgária    | 2 – 1    | 13 200      |
| 1997. április 2.    | Philip II Arena, Szkopje     | előselejtező (8. csoport) | Macedónia–Írország | 3 – 2    | 11 000      |

##### 2002-es labdarúgó-világbajnokság
| Időpont             | Helyszín                   | Mérkőzés típusa           | Mérkőzés                              | Eredmény | Nézők száma |
| ------------------- | -------------------------- | ------------------------- | ------------------------------------- | -------- | ----------- |
| 2000. szeptember 2. | Dinama Stadion, Minszk     | előselejtező (5. csoport) | Fehéroroszország–Wales                | 2 – 1    | 32 000      |
| 2001. március 28.   | Ernst Happel Stadion, Bécs | előselejtező (7. csoport) | Ausztria–Izraeli labdarúgó-válogatott | 2 – 1    | 24 000      |

#### Labdarúgó-Európa-bajnokság
Az 1996-os labdarúgó-Európa-bajnokságon és a 2000-es labdarúgó-Európa-bajnokságon az UEFA JB játékvezetőként foglalkoztatta.

##### 1996-os labdarúgó-Európa-bajnokság

###### Selejtező mérkőzés
| Időpont           | Helyszín                          | Mérkőzés típusa           | Mérkőzés               | Eredmény |
| ----------------- | --------------------------------- | ------------------------- | ---------------------- | -------- |
| 1995. március 29. | Beşiktaş İnönü Stadion, Isztambul | előselejtező (3. csoport) | Törökország–Svédország | 2 – 1    |

##### 2000-es labdarúgó-Európa-bajnokság
| Időpont             | Helyszín                      | Mérkőzés típusa           | Mérkőzés              | Eredmény | Nézők száma |
| ------------------- | ----------------------------- | ------------------------- | --------------------- | -------- | ----------- |
| 1998. szeptember 6. | Spyridon Louis Stadion, Athén | előselejtező (2. csoport) | Görögország–Szlovénia | 2 – 2    | 28 908      |
| 1999. március 31.   | Žalgiris Stadion, Vilnius     | előselejtező (9. csoport) | Litvánia–Észtország   | 1 – 2    | 2 000       |
| 1999. szeptember 8. | El Vivero Stadion, Badajoz    | előselejtező (6. csoport) | Spanyolország–Ciprus  | 8 – 0    | 13 700      |

#### Nemzetközi kupamérkőzések

##### Kupagyőztesek Európa-kupája
| Időpont           | Helyszín                    | Mérkőzés típusa | Mérkőzés                 | Eredmény |
| ----------------- | --------------------------- | --------------- | ------------------------ | -------- |
| 1994. november 3. | Üllői úti Stadion, Budapest | második forduló | Ferencvárosi TC–FC Porto | 2 – 0    |

## Sportvezetőként
Az AIAban 2004–2005 a CAN C vezetője, 2009-től az AIA megbízására a stadionok műszaki állapotát ellenőrző csoport vezetője, a FIFA JB nemzetközi ellenőre. 2012-től a FIFA JB tagja.

## Szakmai sikerek
1997-ben az olasz JB az Év Játékvezetője cím mellé a Dr. Giovanni Mauro alapítvány elismerő díjával jutalmazta.